# Beauronne (Chancelade)
Die Beauronne (auch: Beauronne de Chancelade) ist ein Fluss in Frankreich, der im Département Dordogne in der Region Nouvelle-Aquitaine verläuft. Sie entspringt an der Gemeindegrenze von Négrondes und Lempzours, entwässert generell in südwestlicher Richtung und mündet nach rund 28 Kilometern an der Gemeindegrenze von Chancelade und Périgueux als rechter Nebenfluss in die Isle.

## Orte am Fluss
- Agonac
- Château-l’Évêque
- Chancelade

## Hydrologie
Mitte des 19. Jahrhunderts wurde in seinem Oberlauf das Flussbett beim Bau der Eisenbahnlinie Périgueux-Limoges blockiert. Aus diesem Grund ist der Flusslauf auf einer Länge von etwa fünf Kilometer versickert und erscheint erst beim Weiler Pouvériéras wieder an der Oberfläche. Nur bei intensiven Niederschlägen kann sein Bett in diesem Abschnitt noch manchmal für einige Stunden dem Wasserüberlauf dienen.